# الحجيفي (طور الباحه)

تعديل مصدري - تعديل

الحجيفي هي إحدى قرى عزلة طور الباحــة بمديرية طور الباحة التابعة لمحافظة لحج، بلغ تعداد سكانها 113 نسمة حسب تعداد اليمن لعام 2004.